# Heteropoda silvatica
Heteropoda silvatica là một loài nhện trong họ Sparassidae.
Loài này thuộc chi Heteropoda. Heteropoda silvatica được Hugh Davies miêu tả năm 1994.